# Don't Stop 'til You Get Enough
Don't Stop 'til You Get Enough（中文译名：满足为止）是美國歌手Michael Jackson的專輯Off the Wall中的第一支单曲，在1979年7月28日发布，这是他首张在Epic唱片发行的单曲。
这首歌在英国排名第3并在单曲榜上停留了12个星期，在美国单曲榜上也留名21星期，它也是美国节奏蓝调排行榜的冠军（5星期），这支单曲卖出了100多万张（自8年前的单曲Ben以来，杰克逊的首支白金单曲）并获得美国唱片业协会的白金唱片奖的认证。这首歌还让杰克逊首次获得格莱美奖和全美音乐奖。

## 現場演出
此首歌只有在傑克森五人組的Destiny Tour和Triumph Tour才有完全的演出。傑克森個人方面，在Victory Tour和Bad Tour第一階段中，只有在Shake Your Body (Down to the Ground)有混雜一些這首歌的歌詞。而在History Tour中，只有在Off The Wall串燒中出現，並且有搭配相當美妙的舞蹈。